# Saint-Girons-en-Béarn
Saint-Girons-en-Béarn település Franciaországban, Pyrénées-Atlantiques megyében. Lakosainak száma 179 fő (2022. január 1.). Saint-Girons-en-Béarn Ossages, Tilh, Baigts-de-Béarn, Bonnut és Saint-Boès községekkel határos.

## Népesség
A település népessége az elmúlt években az alábbi módon változott:
| Lakosok száma | 164  | 165  | 157  | 159  | 163  | 166  | 173  | 179  |
|               | 2013 | 2015 | 2017 | 2018 | 2019 | 2020 | 2021 | 2022 |